# Inga Lill Johansson
Inga Lill Johansson, född 1959, är en svensk sångerska och den första som fick Ulla Billquiststipendiet.
Inga Lill Johansson var med och startade Ulla Billquistorkestern tillsammans med Jörgen Magnusson när båda studerade musik vid Skurups folkhögskola. Ulla Billquistorkestern var en åttamannaorkester som med tidsenliga arrangemang uteslutande framförde material från Ulla Billquists gedigna repertoar. En sensommardag for orkestern in till Malmö city och uppträdde på en av stadens gågator. Det blev upptakten till några intensiva år med många resor landet runt. Ett otal framträdanden i radio och tv följde och vid ett av dessa tillfällen under en lunchkonsert från Radiohuset i Stockholm var en av lyssnarna Ulla Billquists bror. Där någonstans föddes idén med Ulla Billquistfonden med Inga Lill som första stipendiat. Det tog dock lite tid för Ullas bror att nå fram med sitt budskap. Vid första samtalet till Inga lill direkt efter sändningen lade Inga Lill på luren för hon tyckte det lät lite märkligt när en man ringde och erbjöd sig att ge henne pengar och avfärdade hela saken. Ullas bror fick kontakta rektorn vid Skurups folkhögskola för att genom skolan få möjlighet att överräcka det första stipendiet. Då förstod Inga Lill vem hon hade talat med och därmed kunde kontakten knytas vidare. Det ena ledde till det andra och orkestern och Inga Lill kom att få många värdefulla och intressanta stunder tillsammans med både Ulla bror och hennes dotter Åsa Billquist-Roussel.
I Malmö arrangerades vid ett tillfälle en Ulla Billquistsoaré där bland andra Åsa Billquist-Roussel och Ullas samtida kollega Anna-Lisa Ericsson var hedersgäster.
Orkestern har dokumenterat delar av sin repertoar på cd:n 78 varv.
Jörgen Magnusson var Ulla Billquistorkesterns kapellmästare och konstnärlige ledare. Även han kom att tilldelas stipendiet år 1986.
Övriga medlemmar i Ulla Billquistorkestern:
- Kontrabas: Lars Grönlund
- Violin: Mats Lidrell
- Dragspel och saxofon: Rolf Metz
- Piano: Jan Persson
- Trumpet: Magnus Jarlbo
- Batteri: Bosse Johansson